# درزه‌کنان
درزه کنان، روستایی است از توابع بخش مرکزی شهرستان سلماس استان آذربایجان غربی ایران.

## جمعیت
این روستا در دهستان زولاچای قرار داشته و بر اساس سرشماری سال ۱۳۸۵ جمعیت آن ۲۷۲نفر (۶۴ خانوار) 
بوده‌است.